# Woodall Peak
Der Woodall Peak ist ein 720 m hoher Berg an der Dufek-Küste in der antarktischen Ross Dependency. Er ragt am Südrand des Ross-Schelfeises auf halbem Weg zwischen den Einmündungen des Good- und des Ramsey-Gletschers auf.
Entdeckt und fotografiert wurde der Berg während der United States Antarctic Service Expedition (1939–1941) bei einem Überflug zwischen dem 29. Februar und dem 1. März 1940. Das Advisory Committee on Antarctic Names benannte ihn 1962 nach dem Matrosen Vance N. Woodall (1930–1947), der bei einem Entladungsunfall im Rahmen der US-amerikanischen Operation Highjump (1946–1947) am 21. Januar 1947 ums Leben kam.